# JRM Racing
Pour les articles homonymes, voir JRM.
 (mars 2016).
Le JRM Racing est une écurie britannique de sport automobile engagée dans le Championnat du monde d'endurance FIA après avoir remporté le Championnat du monde FIA GT. Elle reprend les initiales de son propriétaire James Rumsey et est basée à Rye (Sussex de l'Est) et à Daventry (Northamptonshire).

## Historique
L'entreprise connait ses premiers titres avecv Guy Wilks lors du Championnat britannique des rallyes en 2007 et 2008 associée à Mitsubishi Motors avant de fusionner avec Sumo Power pour participer au Championnat du monde FIA GT1 associée à Nismo.
En 2012, l'écurie s'engage en endurance avec une HPD ARX-03a dans la catégorie LMP1 du Championnat du monde d'endurance FIA avec les pilotes David Brabham, Karun Chandhok et Peter Dumbreck. Elle est alors automatiquement invitée aux 24 Heures du Mans.

## Palmarès
- Championnat britannique des rallyes
  - Vainqueur des classements pilotes et écurie avec Guy Wilks en 2007 et 2008 sur Mitsubishi Lancer Evolution IX

- Championnat du monde FIA GT1
  - Vainqueur du classements pilotes avec Michael Krumm et Lucas Luhr en 2011 sur Nissan GT-R